# Битва при Веребро
Битва при Веребро (дат. Slaget ved Værebro) — сражение, произошедшее в 1133 году на реке Веребро на острове Зеландия.
Зеландская и сканская армия под предводительством Эрика Эмуна (позже — Эрика II) сражалась с ютландской армией под командованием Магнуса Сильного. Магнус разбил армию Эрика и отвоевал Роскилле, а вместе с ним и Зеландию.

## Предыстория
После убийства Кнуда Лаварда в лесу Харальдстед Магнус Сильный был признан убийцей и, вероятно, бежал в Германию. После этого Эрик собрал армию и двинулся в Еллинг, где его войска были разгромлены королем Нильсом. Он попытался вернуть себе контроль над Ютландией во время осады Шлезвига, но был вынужден отступить, поскольку приближалась королевская армия. Когда он наконец одержал победу при Сейеро, ее смягчило поражение при Кристьерне. Поэтому он был вынужден отступить в Зеландию, где он отвоевал Роскилле у своего брата Харальда Кеся, который присоединился к Нильсу и Магнусу, и начал собирать новую армию для своего четвертого вторжения в Ютландию.

## Ход битвы
Ютландский флот под командованием Магнуса проплыл через фьорд Роскилле и высадил свою армию, поскольку блокада кораблей со старых времен не позволяла им плыть дальше. Армия Магнуса встретила Эрика на реке Вэребро, здесь между двумя армиями завязалась интенсивная схватка, но армия Магнуса одержала победу и разгромила его армию настолько, что Эрик был вынужден бежать из Зеландии.

## Последствия
Эрик не стал переходить в наступление до конца войны, а вместо этого стал нищим королем, у которого был только истощенный регион Скаане. Он путешествовал от двора к двору по всей Балтике в поисках денег, людей и поддержки. Датские проливные острова будут находиться под полным контролем короля Нильса, который по совету Харальда Кесии отрезал носы немецким гражданам в Роскилле. В конечном итоге это привело к возмущению в Германии и поддержке императором Лотарем Эрика.